# Emilia Kołder
Emilia Kołder (ur. 1904 w Suchej Średniej, zm. 1974 tamże) – autorka książek kucharskich popularyzujących kuchnię Śląska Cieszyńskiego.

## Życiorys

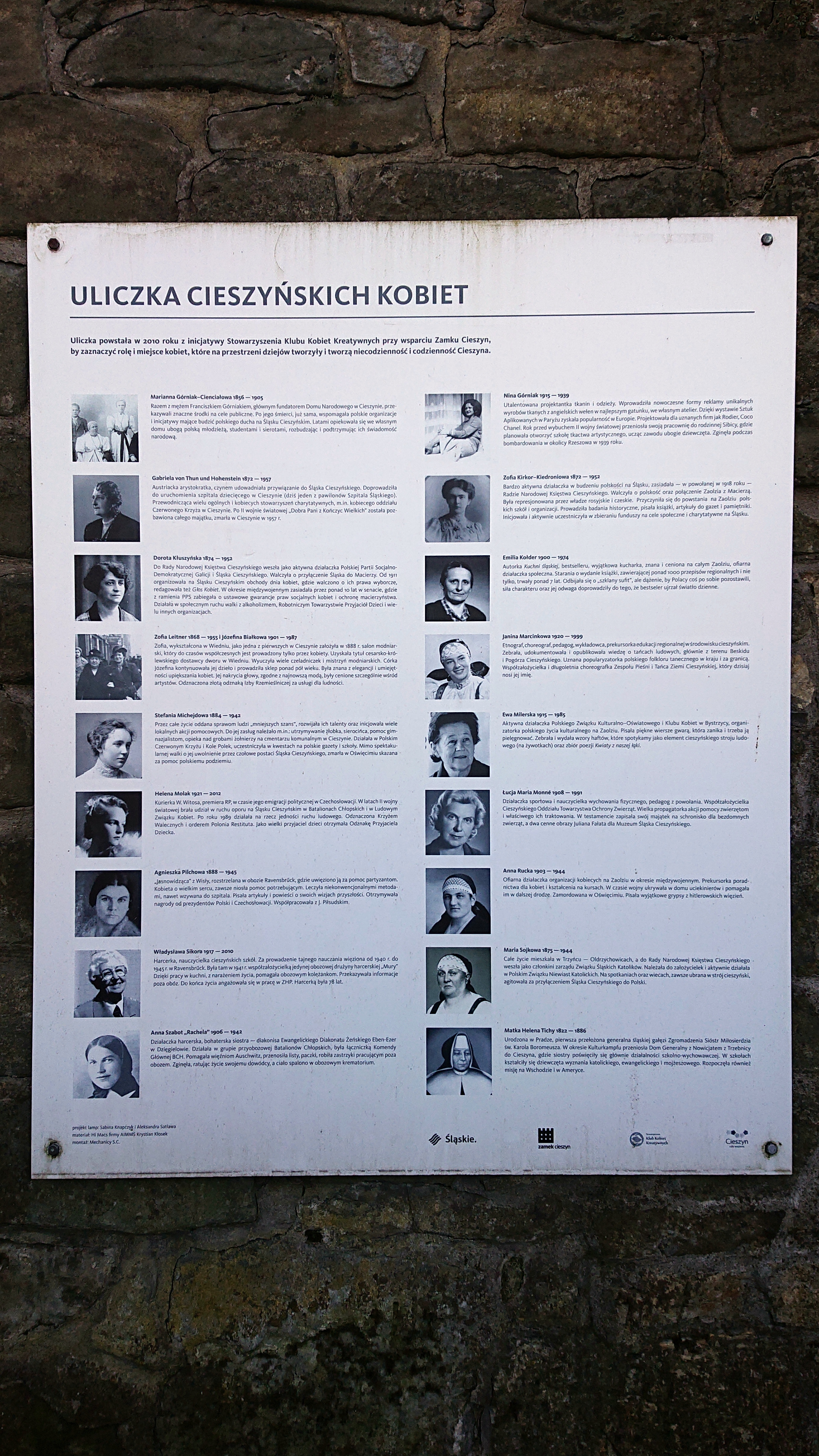
Tablica upamiętniająca kobiety Śląska Cieszyńskiego (Uliczka Cieszyńskich Kobiet), Emilia Kołder w prawej kolumnie trzecia od góry

Przyszła na świat w wielodzietnej górniczej rodzinie. Przez całe życie mieszkała w rodzinnym mieście. Straciła matkę w wieku 13 lat. Od dzieciństwa pomagała w gospodarstwie i opiekowała się młodszym rodzeństwem. Ukończyła szkołę podstawową i półroczny kurs gotowania.
W 1924 wyszła za mąż za górnika Józefa Kołdera. W 1925 urodziła jedyną córkę.
Działała społeczne w polskich organizacjach. Pisała sztuki teatralne, które wystawiały amatorskie zespoły w regionie. Pieniądze z biletów przekazano na budowę przedszkola. Na rodzinne uroczystości pisała wierszyki, tworzyła pamiętniki. Publikowała w prasie, m.in. nawołując kobiety do udziału w organizacjach społecznych na równi z mężczyznami. Po II wojnie światowej w prasie ukazała się jej odezwa do kobiet, w której zachęcała mężczyzn do nauki gotowania i wsparcia zawodowo pracujących żon.
W czasie II wojny światowej gotowała na weselach, organizowała też takie uroczystości. Nie było to jej jedynym zajęciem, pracowała jako kucharka na obozach i koloniach. Przeprowadziła ponad 60 kursów gotowania. Po kursach odbywały się wystawy.
Na kursach pojawiła się myśl, by przepisy kuchni regionalnej wydać drukiem. W 1956 wydała w Trzyńcu niewielką nakładano publikację. Książka bardzo szybko znalazła nabywców. Na kolejne wydanie poszerzonej wersji musiała czekać 7 lat. Walczyła ze zjawiskiem „szklanego sufitu”. W międzyczasie dwukrotnie własnym sumptem zorganizowała wystawy kulinarne.
Finalnie w 1972 w nakładzie 35 tys. egzemplarzy wydano Kuchnię śląską. W 1975 pojawił się dodruk. Popularność książki zaowocowała kolejnym jej wydaniem w 1978. Łącznie na Zaolziu wydano ok. 100 tys. egzemplarzy.Publikację bowiem można było nabyć i w czeskiej, i w polskiej części Śląska Cieszyńskiego. Książka zawierała 1101 przepisów, ułożonych tematycznie (zupy, sosy, mięsa, desery, ciasta, napoje itd.). Książka, oddająca specyfikę kuchni Śląska Cieszyńskiego, zyskała pozytywne recenzje.
W 2014 do ponownego wydania bestsellerowej książki kucharskiej Kuchnia Śląska Cieszyńskiego, czyli wybór przepisów Emilii Kołder doprowadziła m.in. historyczka Władysława Magiera. Wydawcą było Stowarzyszenie Miłośników Bielska-Białej i Podbeskidzia.

## Upamiętnienie
W 2013 została uhonorowana lampą ufundowaną przez rodzinę oraz przyjaciół umieszczoną na Uliczce Cieszyńskich Kobiet.